# 菲利普·雅各·施本爾

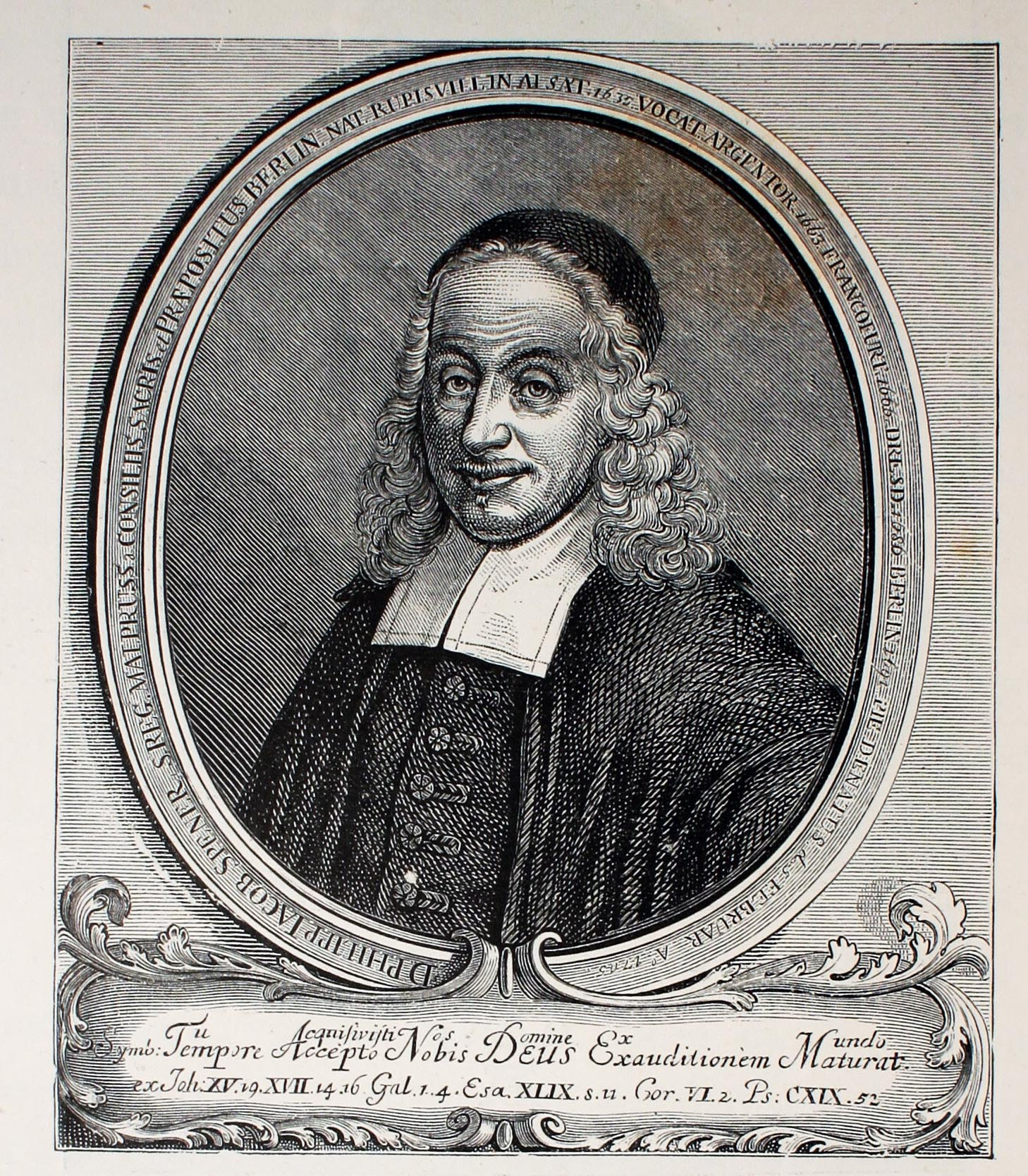
菲利普·雅各·施本爾

菲利普·雅各·施本爾（Philipp Jakob Spener，1635年—1705年），德國神學家，稱為「敬虔主義之父」。

## 時代背景
施本爾出生於上萊茵省的里博維萊，當時屬於神聖羅馬帝國，現在是法國的一部份。施本爾生長在30年戰爭後的一個平凡基督徒家庭，戰爭帶給德國不僅是死傷慘重的人數，受其影響的人、事、物與大環境，其損失絕非可以計算，在軍隊行徑與戰爭中，一個村莊接著一個城市接連的消失了，戰爭帶給大地一片死寂，而戰爭後的宗教改革又轉向德國的王公貴族手中。施本爾是最早提出敬虔一詞概念的人士,他期盼透過讀經禱告與主日崇拜的分享等活動，培育基督徒的靈性生命。他生長的背景帶給他對於傳統德國信義宗極大的震撼，對於過於注重儀文式的崇拜與教會教條頗為不滿；加上當時30年戰爭死傷的人數相當驚人，有文獻統計出，當時德國有近60%的民眾死於該次戰爭，而波美拉尼亞則有65%，西里西亞25%的人眾因戰爭而死亡。這帶給施本爾許多沉痛的省思－何以傳揚賜生命上帝的教會與國家，卻造成眾多人民的死傷?因此施本爾認為最重要的關鍵在於推動宗教的格新。

## 成長經歷
他在高爾瑪的文法學校經過一段時間之後，在1651年到了史特拉斯堡。他在那裡修讀古語言學、歷史和哲學，並以論文反駁湯瑪斯·霍布斯的哲學，於1653年取得碩士學位。其後他成為萊茵普法爾茨伯國王子克里斯提（Christian）和查理斯（Charles）的家庭教師，並在大學教授歷史和古語言學。他在1659至1662年間，訪問巴塞爾、蒂賓根和日內瓦的大學，和開創了紋章學的研讀。紋章學是他窮一生所追問的學問。他的宗教觀念和傾向，在日內瓦的時候受到轉變，走向神秘主義的方向。
施本爾從史特拉斯堡大學獲得博士學位後，璇及旅行遊學，周遊列國的旅程中更拜訪不少當地著名的哲人賢士，由交流中獲得許多寶貴的經驗，其中更結識了更正教的神祕主義者拉巴底，有學者的文獻中指出此人原為天主教耶穌會的神父，後因故改信更正教，他強調內在的神祕感動與靈知（感）的超然屬靈經驗。由施本爾之後的著作不難發現，拉巴底影響他的信仰觀念極深。史特拉斯堡後來成為遴選皇帝之處，看似極為風光的政治宗教中心大城，最後仍難逃被世俗化的命運。不少文獻指出，此城星期天的崇拜人數極少，大多已經被商業貿易化，進而許多不法之事也甚囂塵上。

## 早期事奉
施本爾在1663年回到史特拉斯堡，他在那裡被委任成為傳道人，有權主持講壇，但沒有給他牧職要求。三年之後，他得到邀請成為法蘭克福路德宗教會的主任牧師。他在那裡出版了兩份主要的著作——《敬虔的渴望》（Pia desideria，1675年）和《所有相信之基督徒及全面神學的首要神聖》（Allegemeine Gottesgelehrtheit aller glaaubigen Christen und rechischaffenen Theologen，英譯General Divinity of all Believing Christians and Thorough Theology，1680年），及開展他心目中的牧養工作，形成了日後稱為敬虔主義的運動。施本爾為了幫助會友培育基督徒的屬靈生活，因此邀請了對屬靈生命成長有興趣的教友，1670年起在私人住宅安排小型的聚會，藉由讀經，祈禱，與週日講道的討論研究等活動培育信屬靈生命。從這團體的名字－collegia pietatis，顧名思義：敬虔小組，即恢復基督徒傳統的信仰，恢復敬虔。在法蘭克福，由施本爾他個人的著作－敬虔之願（Pia desideria），提供了他對於敬虔運動相關的理論基礎。此書於1675年出版，他闡述了他對於教會生活改善的重要措施。這些措施包括透過祈禱，而解決會眾對宗教看法差異上的爭論；以及聖經研讀，使神學家受敬虔的教育，更強調個人實踐基督教信仰，使其成為有意義和實際的教導。

## 中年事奉
施本爾在1686年接受了成為薩克森德德累斯顿的首席宮庭牧者。但不久他就得罪選帝侯的約翰·格奧爾格三世。他因為個人慾望而提供這個職位給施本爾，施本爾卻指責約翰·格奧爾格宮庭的道德水平。 因為約翰•格奧爾格三世對於信仰非常不敬虔，不但沒有屬靈的生活，甚至連參與主日禮拜的次數屈指可數，更有嚴重的酗酒問題。長期下來的不和睦日益嚴重，由小爭執逐漸成問嚴重的關係絕裂，因此也危急到施本爾在德勒斯登市的居住。施本爾拒絕請辭，而薩克森的政府對於辭退他也是猶疑不決。直到1691年，薩克森的代表使布蘭登堡的宮庭為施本爾提供柏林聖尼古拉斯的教區長，並賦予他馬奇宗教法庭的顧問頭銜。施本爾在德勒斯登市的事奉大多以講道為其主要工作，於其他時間也提筆疾書，大多主要針對當時代的環境，而寫下提供關於更敬虔的生活方式。特別是在此時期，他也結識了一位年輕有為的大學講師富朗開。而富朗開也成為敬虔運動日後承先啟後的重要人物。
施本爾在柏林擁有很高的榮譽，但宮庭和政府官員都傾向理性過於敬虔。在他的影響之下，哈雷大學成立於1694年。施本爾的一生都受盡正統路德宗神學家的攻擊，他的對手倍增，而他所開展的敬虔運動越發成為敵視和批判的焦點。維滕貝格大學的神學部正式指控施本爾264個謬誤，結果只有他的辭世才平息了這些猛烈的衝突。他最重要的作品是《神學關注》（Theologische Bedenken，英譯Theological Concerns，1700年-1702年）。《近代神學關注》（Letzte theologische Bedenken，英譯Recent Theological Concerns，1711年）在他死後出版，由堪斯坦恩（CH von Canstein）在《神學關注》一書中，加入施本爾的傳記。在約翰·阿恩特、貝理主教、拉巴底和西奧菲爾·格羅斯格包爾的高度影響之下，施本爾的著作強調透過屬靈的重生和更新而達到個人的轉化。這個著重個人委身與敬虔的焦點，使他成為敬虔主義的一員。 施本爾意欲透過建立委身和有知識的信徒，強化和更新教會。在他的著作《敬虔的渴望》中，他提出了六個建議實現這個改革：1.)在聽道之外，透過個人閱讀和小組研經，讓信徒更全面認識聖經；2.)增加平信徒參與教會各項事奉；3.)強調信徒將信心和知識實踐出來；4.)在進行宗教討論的時候帶著謙和與愛心，盡可能避免爭議；5.)保證牧者接受良好教育和虔敬忠心；6.)在宣講訊息中，集中建立平信徒的信心。 這些建議顯示，施本爾認為教會正面的改變，主要在於信徒們個人敬虔的委身。

## 晚年事奉
雖然施本爾被稱為「敬虔主義之父」，阿爾布雷赫特·立敕爾（Geschichte des Pietismus, ii. 163）提到，「他（施本爾）自己並不是一個敬虔主義者。」因為他不提倡敬虔主義中默觀、律法主義和半獨立主義的實踐，雖然這些元素多少已結合在他的立場，或他所倡導和的實踐之中。唯有兩點他偏離當時正統的路德宗信仰，就是重生作為真正神學家不可或缺的要求，以及他期望猶太人歸主和教皇制度的崩潰作為教會得勝的前奏。他不像後來的敬虔主義者堅持有意識爭扎歸主的需要，或鼓吹基督徒與世俗生活的全面割切。施本爾是尼古勞斯·路德維希·青岑多夫（Count von Zinzendorf）的屬靈父親，青岑多夫是莫拉維亞弟兄會的領袖。莫拉維亞弟兄會起源於薩克森的黑爾恩胡特。施本爾是個多產的作家。他的出版著作共7卷對開本，63本四開本，46本十二開本。他主要的著作由格倫伯格（P. Grunberg）於1889年出版。

## 著作

### 敬虔的渴望
施本爾在1666年選拔成為法兰克福教會的主任牧師，他更新年輕人教育系統與教會傳統的禮儀，同時也呼籲社會要更新道德風氣。他也常與君王及其他國家領袖用書信互相交流如何改進教會，被尊為「德國全國的屬靈導師」。
施本爾在教會推動屬靈生活，他邀請教會信徒每周在他家一同禱告、分享上週的主日信息，也將經文與靈修材料的內容應用在生活中。此屬靈運動後來影響了約翰·衛斯理，成為循理會屬靈追求的標幟。
施本爾於1675年為亞仁特（約翰·阿恩特）講道集寫序言，因此寫下了《敬虔的渴望》。這本書是虔敬主義的經典陳述，也是一部關於教會更新的教科書。 在書中檢討了德國基督教屬靈的低潮、神職人員看重屬世的享受，以及信徒未活出基督生命的原因。為了恢復信義宗傳統，教導在信心與行為上的平衡，施本爾提出教會改革的六個方案。 前兩項內容思想來自馬丁·路德，另外四項來自約翰·格哈德 內容其下：
1. 信徒之間應更多傳播神的話語及研讀聖經，所以施本爾說：「聖經應該是任何改革最重要的依據」。
2. 重新肯定馬丁·路德「人人皆祭司」的教導。勉勵所有信徒參與教會事奉，減少與神職人員之間的差異，並幫助信徒能清楚明白自己的呼召，學習聖經教導、責備及過分別為聖的生活。
3. 基督徒的信心行為與生活應與聖經教導的相稱。在信仰上有了知識才能在生活上實踐出來。
4. 面對教會紛爭時，信徒要學習謹守與仁愛的品格來解決問題。面對未信者及軟弱的肢體要用愛心並為他們禱告。
5. 傳道人要接受良好的教育與裝備，以及擁有虔敬忠心的屬靈生命為信徒的榜樣。
6. 傳道人講道事奉不是顯示自我的博學成就，而是培養造就信徒為重，以他們能明白的話語帶領他們產生信仰的效果。

施本爾在第二條內容中，闡述他對教會更新的期待，雖然他知道可能不會實現理想，但仍盼望「人人皆祭司」的教義能在教會中得到恢復。另外，第四條內容中討論教會面對紛爭時的態度。在那個時代，反對者通常會遭到侮辱和謾罵，但施本爾認為真理不是在爭議中確立的，而是在謹守、仁愛的品格和懺悔、神聖的生活中去解決問題。
施本爾在《敬虔的渴望》中前四項之內容，主要是建立信徒及神職人員在信仰生活的榜樣和心靈的敬虔，這樣的提醒也與現在教會所看重的相同。在裝備神職人員的過程中，除了敬虔的重要，也需要看重聖經的詮釋、神學和教會的發展。這樣的發展，也是現今教會值得注意的。施本爾也強調現今的神學院學生及神職人員的所堅持的是現今時代的核心價值，我們應當要積極的塑造信徒的屬靈生命，並在社會上和教會中發揮屬靈的影響力。

## 影響
施本爾極力的推動敬虔生命的更新，透過小組聚會帶領研究聖經，並強調馬丁路德所提倡信徒皆祭司的理想，以期在最黑暗的時代中，重燃民眾對基督信仰的認識。陶理博士認為施本爾提倡讀經來宣揚上帝的道,另一方面推動信徒皆祭司的教義，他的理念是將基督教的重點由理念轉移到實踐，也符合信義宗神的信仰特色，因此也不難由其書－敬虔之願可寬探出其終極的目標為：上帝的國度也將於千禧年時實際臨到地上.
敬虔運動的傳承一路由施本爾傳遞給富朗開，到了欽岑多夫伯爵時，此運動已有穩固發展的根基，而真正將其發揚光大的，則是後來循理宗的靈魂人物－約翰衛斯理兄弟。施本爾一生對於基督信仰的敬虔貢獻頗多，雖在當時代有許多的反對者，也得罪不少皇宮貴族，然而他一生致力於敬虔信仰的推動，成為後世人效法的典範，因此不難理解後世學者對其評論是肯定多餘責備：「…人們在評估施本爾的生平和工作時，通常都將他視為一位基督徒生活的改革者，而非基督徒思想的改革者；他的歷史地位，也多被認為是在基督徒敬虔方面，而非在教義。儘管他對於神學的興趣在於實用，卻也不是一位拙於言辭的泛泛之輩。他在無意中，還是影響了基督徒思想的發展。當攻擊來臨時，施本爾總是為其正統性──也就是效忠路德派經院神學的態度──提出抗辯。」

## 外部連結
- Spener, Philipp Jakob （页面存档备份，存于）//Chisholm, Hugh (編). 大英百科全書第十一版. 劍橋大學出版社. 1911年.